# Oxydirus terramoldavicus
Oxydirus terramoldavicus este o specie de nematode libere care habitează în sol. Nematodul are o lungime de 1,19-1,46 mm și nu prezintă linii longitudinale pe suprafața cuticulei. A fost înregistrată în Rezervația forestieră „Codrii” din Republica Moldova.